# ポマリドミド
ポマリドミド（Pomalidomide）は、サリドマイドの誘導体であり、血管新生阻害作用と免疫調節作用を有する医薬品である。ボルテゾミブ・レナリドミド治療抵抗性または治療後に再発した多発性骨髄腫の治療に用いられる。日本での製品名はポマリスト(セルジーン製造販売)。
米国ではFDAに2013年2月に承認され、欧州でも欧州委員会に2013年8月に承認された。日本では2014年7月に承認申請され、2015年3月に承認された。開発コードCC-4047。

## 適応症
- 再発又は難治性の多発性骨髄腫

 《使用上の注意》
本剤による治療は、レナリドミド及びボルテゾミブによる治療が無効であったものに限られる。

## 創薬および臨床開発
ポマリドミドの元化合物であるサリドマイドに血管新生阻害が確認されたのは1994年である。この発見に基づき、サリドマイドをがん治療に用いる臨床試験が開始され、FDAに多発性骨髄腫治療薬として承認された。構造活性研究はその後も続けられ、1995年にアミノサリドマイドに抗腫瘍活性があることが報告された。興味深いことに、この抗腫瘍活性は腫瘍細胞への直接作用と骨髄腫の血管への作用の2つによるものだった。この二重活性によって、ポマリドミドはin vitroでもin vivoでもサリドマイドに勝る有効性を示した。

## 臨床試験
第I相臨床試験での忍容性は良好であった。
多発性骨髄腫および骨髄線維症を対象とした第II相臨床試験では、有望な結果が示された。
2012年の米国血液学会議（ASH）年次総会で報告された第III相臨床試験の結果、ポマリドミド・デキサメタゾン併用群はデキサメタゾン単独群に比べて無増悪生存期間が有意に延長し（中央値3.6ヶ月 vs 1.8 ヶ月； P < 0.001）、全生存期間も延長した。

## 作用機序
ポマリドミドは直接的に血管新生を阻害すると共に骨髄腫細胞の成長を阻害する。この二重効果が作用の本質であり、ロリプラムやペントキシフィリンなどのTNF-α阻害薬が骨髄腫細胞の阻害も血管新生の阻害もしないことに比べて効果的である。インターフェロン-γ、インターロイキン-2、インターロイキン-10の増加とインターロイキン-6の減少が、ポマリドミドの活性に寄与していると思われる。

## 警告・禁忌
ポマリドミドはサリドマイド類縁物質であるので、催奇性を持つ。それ故、胎児への曝露を避けるために服用する患者は男女共に避妊が必須であり、避妊を含めた管理手順を順守できない場合には投与禁忌とされる。

## 副作用
重大な副作用は、
- 深部静脈血栓症（1.3%）、静脈血栓症（0.7%）、静脈塞栓症（0.3%）、肺塞栓症（1.0%）、脳梗塞（0.3%）、
- 汎血球減少症、好中球減少症（47.0%）、貧血（24.7%）、血小板減少症（21.7%）、発熱性好中球減少症（7.0%）、
- 重篤な感染症（肺炎（9.0%）、敗血症（3.0%）等）、腫瘍崩壊症候群、
- 心不全（0.7%）、心房細動（0.3%）、頻脈性不整脈（0.3%）、急性腎不全（1.3%）、肝機能障害、黄疸、
- 血管浮腫、発疹（5.3%）、蕁麻疹、末梢性ニューロパチー（7.3%）、間質性肺疾患

である。（頻度未記載は頻度不明）

## 妊婦への投与等
ポマリドミドはサリドマイドと構造が似ており、妊娠中の女性が服用すると胎児に障害（死亡を含む）を生じさせる危険性があるので、妊娠を希望する患者は服用してはならない。ポマリドミド服用に先立って2種類の妊娠検査で陰性を確認し、避妊する。服用4週間前から服用終了4週間後までは、性交渉を避けるか2種類の避妊法を併用する。ポマリドミドは精液中にも分泌されるので、ポマリドミド服用開始時から終了28日後までの期間に生殖可能年齢の女性と性交渉する際には、精管切除術後であってもコンドームを用いる。男性患者は精子バンクなどに精液を提供してはならない。日本の添付文書では男女とも投与開始から投与中止4週間後までの献血が禁止されている。